# Ałuszta w dzień

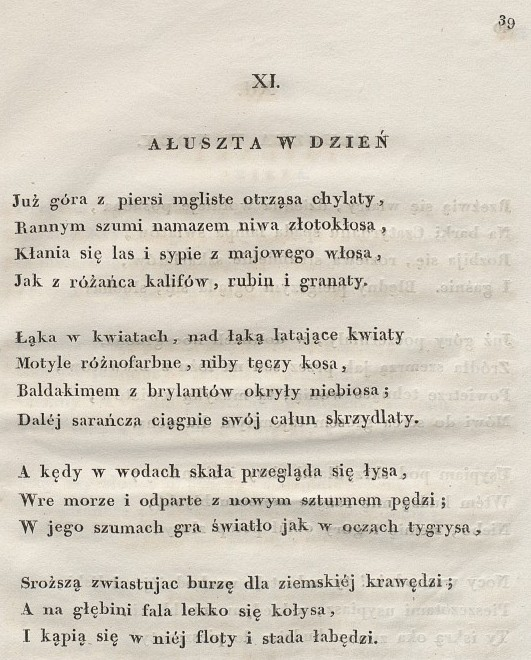
Ałuszta w dzień w pierwodruku „Sonetów Adama Mickiewicza” z 1826 roku

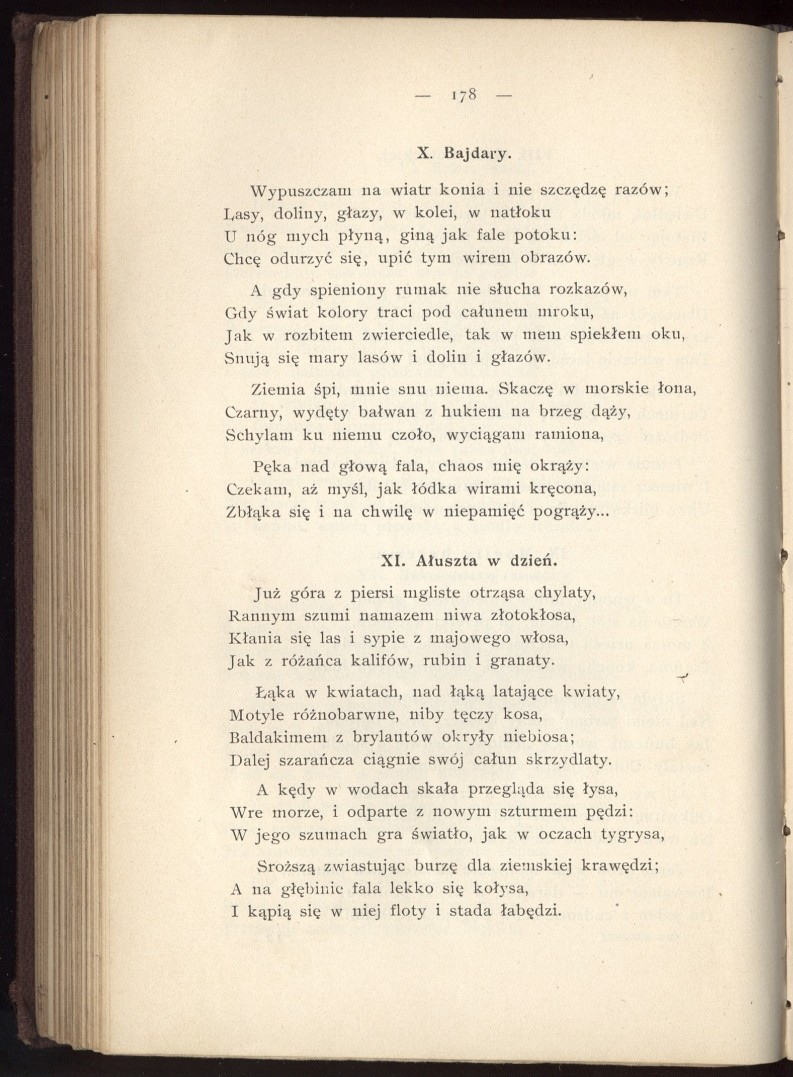
Ałuszta w dzień w tomie 1 zbioru „Poezje Adama Mickiewicza” z 1899 roku

Ałuszta w dzień (incipit Już góra z piersi mgliste otrząsa chylaty) – jedenasty sonet z cyklu sonetów krymskich autorstwa Adama Mickiewicza. Po raz pierwszy został opublikowany w 1826 roku, natomiast dokładna data powstania poematu nie jest znana.

## Miejsce w cyklu
Sonet Ałuszta w dzień zgodnie z podziałem Władysława Folkierskiego jest drugim sonetem z czterech związanych w dolinami Krymu (Bajdary, Ałuszta w dzień, Ałuszta w nocy, Czatyrdah), natomiast zgodnie z podziałem Juliusza Kleinera oraz Czesława Zgorzelskiego utwór jest pierwszym z trzech sonetów-obrazów (Ałuszta w dzień, Ałuszta w nocy, Czatyrdah).

## Treść sonetu
Jedenasty sonet z cyklu został zainspirowany zwiedzaniem Ałuszty. Jednakże uwagę poety nie zwraca ani miasto ani ruiny twierdzy, ani też zamieszkujący je ludzie, a wyłącznie bogactwo orientalnej przyrody. Podróżny (jedno z wcieleń Krymskiego Pielgrzyma, człowieka o gorzkiej i skomplikowanej przeszłości, świadomego wyobcowania i samotności, który jednak zachował poznawczą ciekawość świata), utożsamiany z podmiotem lirycznym został w tym sonecie pozornie całkowicie ukryty, podobnie jak w sonecie Bakczysaraj w nocy, jednakże jego obecność jest jednak odczuwalna poprzez obraz przyrody kształtowany w wyniku świadomej obserwacji. Dwa pierwsze czterowiersze, stanowiące część „lądową” sonetu, zbudowane są z obrazów prawdziwej przyrody Ałuszty oraz zawierają podobne środki stylistycznej: dynamizm, teatralizację obrazu natury oraz atropomorfizującą metaforę. Ośmy wers poprzez obraz „skrzydlatego całunu” wprowadza do wykreowanego obrazu atmosferę niepokoju. W podobny sposób skonstruowany jest sześciowiersz, gdzie poprzez podobny kontrast wprowadzona została również atmosfera niepokoju. Odpowiednio wykreowany obraz pozwala na pokazanie refleksji o coraz szerzej otwierających się granicach poznania ludzkiego. 

## Objaśnienia poety
„Ałuszta” – Jedno z miejsc najroskoszniejszych Krymu; tam już wiatry północne nigdy nie dochodzą, i podróżny w listopadzie szuka częstokroć chłodu pod cieniem ogromnych orzechów włoskich jeszcze zielonych.
„Rannym szumi namazem niwa” – Namaz, modlitwa Muzułmańska, którą odprawiają siedząc i bijąc pokłony.
„Jak z różańca Kalifów” – Muzułmanie używają w czasie modłów różańca, który u znakomitych osób s kosztownych bywa kamieni.
„Rubin i granaty” – Granatowe i morwowe drzewa, czerwieniejące się roskosznym owocem, są pospolite na całym brzegu południowym Krymu.

## Analiza wersyfikacyjna
Sonet jest napisany trzynastozgłoskowcem i zbudowany zgodnie z zasadami budowy sonetu poezji prowansalskiej oraz zasadami stosowanymi przez Petrarkę (czternastowierszowa struktura sonetu podzielona na dwa czterowiersze i jeden sześciowiersz), przy użyciu wyłącznie rymów żeńskich, padających na istotne dla treści sonetu słowa. W dwóch pierwszych czterowierszach układ rymów jest abba abba, na zgodnych rymach, natomiast w sześciowierszu, rozkładającym się na dwa trójwiersze, cdc dcd. Struktura wersyfikacyjna sonetu jest zgodna z jego strukturą wewnętrzną, dwóm pierwszym czterowierszom, będącym zamkniętymi całościami składniowymi, przeciwstawia się ostatni sześciowiersz, obejmujący czterowiersz z finałem dwuwierszowym, dla wzmocnienia puenty.

## Powstanie sonetu
Najprawdopodobniej wszystkie autografy sonetów Mickiewicza znajdowały się w albumie należącym do Piotra Moszyńskiego. Album ten, jak i kopia wykonana przez Bronisława Gubrynowicza, zaginęły po 1945 roku, w związku z czym nie można ustalić dokładnej daty jego powstania. Zgodnie z informacjami umieszczonymi w napisanej przez Władysława Mickiewicza przedmowie do tomu 1. paryskich „Dzieł” Mickiewicza sonety przed ich wydaniem zostały ocenzurowane przez Michaiła Kaczenowskiego, profesora Uniwersytetu Moskiewskiego, który dokonał mało znaczących poprawek oraz nie wyraził zgody na publikację jednego sonetu pod tytułem Czołobitność, z którego treści zachowały się tylko dwa wersy.

## Współczesna recepcja
Sonety krymskie w momencie ukazania się drukiem wywołały burzliwą dyskusję i niejednoznaczne oceny. Najostrzejszym ich krytykiem był Kajetan Koźmian, który w liście do Franciszka Morawskiego użył na ich określenie terminu paskudztwo, negatywnie oceniał je również Franciszek Salezy Dmochowski, natomiast pozytywnie oceniali je m.in. Maurycy Mochnacki oraz Teodozy Sierociński. Przeciwnicy uważali język sonetów za niewłaściwy, z powodu orientalizmów oraz odstępstw od norm języka literackiego, kwestionowali również formę sonetu jako nieodpowiednią dla tematu. Zwolennicy zauważyli, że cykl sonetowy stanowi romantyczny odpowiednik poematu opisowego, stanowiąc zwartą kompozycyjną całość.